# Вилхелм Стари фон Мандершайд
Вилхелм фон Мандершайд „Стари“ (на немски: Wilhelm von Manderscheid, Ritter; * пр. 1296; † сл. 1367) е рицар, благородник от фамилията фон Керпен-Мандершайд
Той е син на рицар Вилхелм III фон Мандершайд († 1313) и първата му съпруга Алайд фон Долендорф († 1299), дъщеря на Герлах I фон Долендорф († 1264) и Мехтилд фон Изенбург († 1290), дъщеря на Хайнрих I фон Изенбург-Гренцау († пр. 1227) и Ирмгард фон Бюдинген († сл. 1220). Внук е на рицар Вилхелм II фон Мандершайд († сл. 1270) и Гертруд фон Вирнебург, дъщеря на граф Херман V фон Вирнебург († сл. 1192) и Луитгард фон Насау († пр. 1222).
Баща му Вилхелм III фон Мандершайд се жени втори път сл. 1299 г. за Юта фон Ройланд († сл. 1343). Полубрат му Вилхелм фон Мандершайд Млади († 1374) е господар на Нохфелден и Децем.
През 1461 г. линията Мандершайд е издигната на имперски граф. През 1488 г. родът се разделя на три линии, които по-късно чрез наследство отново се обединяват.

## Фамилия
Вилхелм фон Мандершайд „Стари“ се жени пр. 14 април 1309 г. за Йоханета фон Бланкенхайм († сл. 1358), дъщеря на Герхард V фон Бланкенхайм († 1309) и Ирмезинде/Ирмгард де Дурбуй /Люксембург († сл. 1308). Те имат 11 деца:
- Герхард фон Мандершайд († сл. 1379?)
- Ирмгард фон Мандершайд († сл. 1322), омъжена за Хайнрих фон Райфершайд-фон Малберг († сл. 1363)
- Вилхелм VII „Млади“ фон Мандершайд († ок. 1386), женен за Луция фон Нойенар; баща на:
  - Дитрих I фон Мандершайд († 1426), женен ок. 2 октомври 1391 г. за Елизабет фон Шайн († 19 юни 1403)
- Агнес фон Мандершайд († сл. 1365), омъжена за рицар Йохан фон Херварт († 1365)
- Катарина фон Мандершайд († 5 юни 1378), омъжена пр. 8 март 1339 г. за Хайнрих VII фон Даун († 9 януари 1381/19 октомври 1382)
- Фридрих фон Мандершайд († сл. 1348)
- Йохан фон Мандершайд († сл. 1367)
- Арнолд фон Мандершайд († 1380)
- Елизабет фон Мандершайд
- Йоханета фон Мандершайд, омъжена за Георг I фон Хайнценберг
- Тиебалд (Дитрих) фон Мандершайд